# 記憶的怪物
《記憶的怪物》是台灣漫畫家MAE創作的BL漫畫，於漫畫雜誌《花漾少女漫畫月刊》2015年12月號至2016年3月號期間進行連載，雜誌停刊後移至漫畫網站《星少女 月之幕》連載，於2016年5月20日至2019年7月10日期間連載後正式完結。單行本全3卷。
最初是《花漾少女漫畫月刊》連載空檔配合週年慶的連載企劃。
2019年授權至日本竹書房連載，2019年在漫畫雜誌《Qpa》VOL.86至VOL.104期間連載，在VOL.104刊載原先在MAE特展販賣的「壓克力複製簽名板記念收藏組」內附的番外小冊子，2020年4月27日發售日文單行本。另於2020年11月1號、12月1號在東立電子書城刊載《記憶的怪物番外篇》上、下篇，收錄於《MAE作品畫集 monster》當中。

## 劇情簡介
千澄因哥哥出意外過世，而去申請「智能生物 RE614」。在智能生物變得更接近哥哥時，千澄內心對哥哥的感情逐漸表露出來。

## 登場人物
千澄（配音：楊國威）
本作主角，國中生，生日4月2日。
千晴（配音：音箱）
高中生，非常疼愛弟弟。為了救人出了意外落軌身亡。
伊燈夏（配音：阿毛）
千澄的好朋友。
程直（配音：吳致葳）
足球隊的隊友，十分針對千澄。有申請過智能生物的相關資料。

## 出版書籍
單行本
| 冊數 | 東立出版社     | 東立出版社                           |
| 冊數 | 發售日期       | EAN / ISBN                           |
| ---- | -------------- | ------------------------------------ |
| 1    | 2016年8月10日  | EAN 471-0945-54834-0（豪華限定版）   |
| 1    | 2016年8月10日  | EAN 471-0945-54835-7（首刷珍藏版）   |
| 1    | 2016年11月25日 | ISBN 978-986-470-528-3（二刷附錄版） |
| 2    | 2018年1月26日  | EAN 471-0945-55401-3（首刷限定版）   |
| 2    | 2018年1月31日  | EAN 471-0945-55402-0（首刷附錄版）   |
| 2    | 2019年10月4日  | ISBN 978-957-260-277-5               |
| 3    | 2019年7月26日  | EAN 471-0945-56002-1（首刷限定版）   |
| 3    | 2019年7月31日  | EAN 471-0945-56003-8（首刷附錄版）   |
| 3    | 2019年12月1日  | ISBN 978-957-263-678-7               |

畫集
收錄《203號室的妖怪先生》、《記憶的怪物》、《記憶的怪物－命運的抉擇》的插圖，以及番外篇。
| 冊數 | 東立出版社     | 東立出版社                         |
| 冊數 | 發售日期       | EAN                                |
| ---- | -------------- | ---------------------------------- |
| 全   | 2020年12月30日 | EAN 471-0601-04383-7（首刷限定版） |

## 跨媒體
遊戲
由《前進吧！高捷少女 Initiating Station》團隊NarratoR與東立出版社共同開發，為文化部補助項目，2020年11月27日在Steam商店上架，以視覺小說方式呈現漫畫劇情，新增全新劇情跟回憶篇故事。後續有期間限定「合作咖啡」活動，以及實體版遊戲，分為限定版、豪華限定版兩個版本。於2021年4月2日舉辦「千澄誕生祭活動」，更新部分遊戲內容。
主題曲〈再一次就好〉由新生代民謠樂團理想混蛋Bestards演唱。
小說
作者為紫曜日，為改編遊戲「END 0」的延伸小說。
| 標題                             | 東立出版社   | 東立出版社                                                 |
| 標題                             | 發售日期     | EAN / ISBN                                                 |
| -------------------------------- | ------------ | ---------------------------------------------------------- |
| 記憶的怪物外傳小說～命運的抉擇～ | 2021年2月3日 | EAN 471-060-104-426-1（首刷限定版） ISBN 978-957-266-229-8 |

LINE貼圖
於2021年2月6日上架。

## 榮譽
2016年入圍「京都動漫祭漫畫賞（京まふ（MAF）漫画賞）」，2017年獲得「第8屆金漫獎 GCA 少女漫畫獎」、2019年入圍「第10屆金漫獎 GCA 少女漫畫獎」。
| 獲獎年份 | 獎項             | 類別       | 獲獎對象          | 結果 | 來源   |
| -------- | ---------------- | ---------- | ----------------- | ---- | ------ |
| 2016年   | 京都動漫祭漫畫賞 | 漫畫獎     | 記憶的怪物        | 入圍 | [ 21 ] |
| 2017年   | 第8屆金漫獎 GCA  | 少女漫畫獎 | 記憶的怪物 第一集 | 獲獎 | [ 22 ] |
| 2019年   | 第10屆金漫獎 GCA | 少女漫畫獎 | 記憶的怪物 第二集 | 入圍 | [ 23 ] |

## 外部連結
- 單行本特設網站：第1集 （页面存档备份，存于） / 第2集 （页面存档备份，存于） / 第3集 （页面存档备份，存于）
- 遊戲《記憶的怪物－命運的抉擇》特設網頁 （页面存档备份，存于）
- 遊戲改編小說特設網頁 （页面存档备份，存于）
- LINE貼圖特設網頁 （页面存档备份，存于）